# Ceratostylis scariosa
Ceratostylis scariosa är en orkidéart som beskrevs av Henry Nicholas Ridley. Ceratostylis scariosa ingår i släktet Ceratostylis och familjen orkidéer. Inga underarter finns listade i Catalogue of Life.